# ویروس لنفوتروپیک سلول T انسانی نوع ۱
ویروس لنفوتروپیک سلول T انسانی نوع ۱ (انگلیسی: Human T-lymphotropic virus 1) یا به‌اختصار «HTLV-I»، که با نام ویروس لنفومای سلول T بالغان، نوع یک هم شناخته می‌شود، یک رترو ویروس از خانوادهٔ ویروس تی-لنفوتروپیک انسانی (HTLV) است، که در بروز برخی بیماری‌ها از جمله «لنفوم تهاجمی سلول T بالغان»، «میلوپاتی مرتبط با ویروس لنفوتروپیک سلول T انسانی نوع ۱»، «یوئیت» و آلودگی شدید انگلی به کرم «استرونژیلوئیدس استرکورالیس» و چند بیماری دیگر دخیل است. با این وجود، تنها ۱ تا ۵٪ از افراد آلوده به این ویروس، ممکن است در طولِ زندگی خود، دچار سرطان‌های وابسته به آن شوند.
بیماری «لنفوم سلول T بالغان» در سال ۱۹۷۷ میلادی، در ژاپن کشف شد. علائم این بیماری، از سایر لنفوم‌های شناخته‌شده در آن دوران، متفاوت بود و فرض را بر آن نهادند، که این بیماری در اثر آلودگی به نوعی رترو ویروس به‌نامِ «ATLV» ایجاد می‌شود. مطالعات آزمایشگاهی نشان داد، که این رترو ویروس در محیط کشت به‌طور قابل توجهی، قابلیت تغییر دهندگی در فعالیتِ سایر یاخته‌ها را دارا است. این بررسی‌ها ثابت کرد که فرض پیشین صحیح بوده، و این رترو ویروس، عامل بروزِ «لنفوم سلول T بالغان» است و امروزه آن را HTLV-I می‌نامند و نخستین بار در «آزمایشگاهِ رابرت گالو» در مؤسسه ملی سرطان کشف و جداسازی شد. آلودگی با این ویروس همچون سایر رتروویروس‌ها مادام‌العمر است. افراد آلوده به ویروس را می‌توان با جستجوی پادتن ضد آن در سرم شناسایی کرد.

## همه‌گیرشناسی
اطلاعات اندکی دربارهٔ همه‌گیرشناسی این ویروس موجود است.
بالاترین میزان شیوع در کشور ژاپن مشاهده شده است که بیش از ۱۰٪ جمعیت این کشور، مبتلا هستند که علت این شیوع بالا، نامشخص است. در تایوان، ایران و استان فوجیان چین در نزدیکیِ تایوان، شیوع بین ۰٫۱ تا ۱٪ است. در پاپوآ گینه نو، جزایر سلیمان و وانواتو نیز میزان عفونت در حدود ۱٪ است. در اروپا، این عفونت ناشایع است و تنها در گروه‌های پُرخطر نظیر مهاجران و معتادان تزریقی دیده می‌شود. در قارهٔ آمریکا، این ویروس در میان بومیان و نسل بازمانده از بردگان آفریقا حضورِ بیشتری دارد و شیوع عمومی‌اش مابین ۰٫۱ تا ۱٪ است. در قارهٔ آفریقا، شیوع دقیق آن مشخص نیست و در برخی کشورها، در حدود ۱٪ است.
آلودگی به HTLV-I در استرالیا در میان بومیان مناطق مرکزی و شمالی آن بسیار بالاست و به ۱۰ تا ۳۰٪ می‌رسد. همچنین شیوع این ویروس در اقوام اینوئیت در شمال کانادا، در ژاپن، شمال شرقیِ ایران، پرو، ساحل شرقی کلمبیا، اکوادر، در کارائیب و در آفریقا بالاست.

## انتقال
عقیده بر آن است، که انتقال این ویروس از راه‌های زیر انجام می‌شود:
- تماس جنسی
- مادر به جنین
- شیردهی
- تماس با خونِ آلوده (تزریق خون یا استفاده از سرنگ مشترک)

اینکه کدام راهِ انتقال، اهمیت و شیوع بیشتری دارد، بستگی به منطقهٔ جغرافیایی دارد. در ژاپن، انتقال ویروس بیشتر از طریق مادر به جنین است. در منطقهٔ کارائیب عفونت در افرادی دیده می‌شود که چندین شریک جنسی دارند، و در نتیجه، انتقال از طریق تماس جنسی شایع‌تر است.

## بیماری‌های وابسته

### بدخیمی‌ها

#### لنفوم/لوسمی سلول T بالغان
ویروس HTLV-1 را با بروز نوعی سرطان خون به نام «لنفوم/لوکمی سلول T بالغان» مرتبط می‌دانند، و مطالعات مبسوطی در این زمینه در ژاپن انجام شده است. زمان مابین آلودگی به ویروس تا شروع سرطان خون بر حسب منطقهٔ جغرافیایی متغیر است. در ژاپن این زمان را ۶۰ سال و در منطقهٔ کارائیب آن را در حدود ۴۰ سال برآورد کردند. علت احتمالی بروز سرطان، قابلیت رشتهٔ آران‌ای ویروس در اتصال به دی‌ان‌ای لنفوسیت‌های میزبان و القای سرطان‌زایی است. یکی دیگر از دلایل بروز سرطان نیز تحریک مزمن لنفوسیت‌ها توسط سیتوکین‌های مترشحه است.

#### لنفوم سلول T جلدی
برخی شواهد حاکی از آن است که لنفوم سلول T جلدی (CTCL) نیز توسط ویروس HTLV-1 ایجاد می‌شود.

### بیماری‌های التهابی

#### میلوپاتی HTLV/فلج اسپاستیک حاره‌ای
این ویروس با بروز نوعی ضایعه نورون حرکتی فوقانی پیشرونده که به آن «میلوپاتی HTLV/فلج اسپاستیک حاره‌ای» می‌گویند مرتبط است، که مشخصه‌اش، نقص حسی و حرکتی، به‌ویژه در پاها و همچنین بی‌اختیاری ادراری و ناتوانی جنسی است. در حدود ۰٫۳ تا ۴٪ از افراد آلوده به ویروس، به این بیماری دچار می‌شوند، اما شیوع این عارضه نیز بر حسب منطقهٔ جغرافیایی متفاوت است.
علائم و نشانه‌های میلوپاتی HTLV عبارتند از:
- تغییرات حسی و حرکتی در اندام‌ها (دست و پا)
- اشکال در گام از نوع اسپاستیک در ترکیب با ضعفِ پاها
- کلونوس (پرش‌های مکرر یا تشنج عضلانی)
- اختلال عملکردی مثانه (مثانه نوروژنیک) و سرطان مثانه

دیگر یافته‌های نورولوژیک (عصبی) احتمالی عبارتند از:
- اختلال شناختی خفیف
- اختلال نعوظ

#### بیماری مفصلی
با وجود شواهد متناقض، ویروس HTLV-1 را با نوعی بیماری «مفصلی شبه‌روماتیسمی» مرتبط می‌دانند. این بیماران فاقد «فاکتور روماتوئید» هستند.

#### یوئیت
مطالعاتی که در ژاپن انجام شده است، نشان داده که آلودگی با این ویروس، با بروز نوعی التهاب بافتِ میانیِ چشم به نام «یوئیت میانی» در ارتباط است. علائم آغازین این بیماری، تاریِ دید، و مگس‌پران چشم است و پیش‌آگهی آن رضایت‌بخش است به‌نحوی که ظرف چند هفته، خودبه‌خود بهبود می‌یابد.

### عفونت‌های فرصت‌طلب
افراد آلوده به این ویروس، در معرضِ ابتلا به عفونت‌های فرصت‌طلب هستند، که توسط خود ویروس ایجاد نمی‌شود، بلکه ناشی از تضعیف دستگاه ایمنی بدن توسط آن است.
ویروس HTLV-1 برخلاف اچ‌آی‌وی، خاصیت تحریک دستگاه ایمنی را داراست، که نهایتاً منجر به تضعیف سیستم ایمنی می‌شود. دلیلش آن است که این ویروس نوع خاصی از لنفوسیت تی کمک‌کننده به‌نام Th1 را تحریک می‌کند. با تحریک این سلول‌ها، ترشح سیتوکین‌های وابسته به آن یعنی اینترفرون گاما و فاکتور نکروز توموری آلفا تشدید می‌شود. این مواد خودشان مکانیسم‌های فیدبک دارند، و باعث می‌شوند که لنفوسیت‌های نوع Th2 تضعیف شوند، و تولید سیتوکین‌های وابسته به آنها یعنی اینترلوکین ۴، اینترلوکین ۵، اینترلوکین ۱۰ و اینترلوکین ۱۳ کاهش می‌یابد. نتیجهٔ نهایی این فعل‌وانفعالات، کاهش توانایی سیستم دفاعی بدن در برابر عفونت‌هایی است که مبارزه با آنها وابسته به لنفوسیت‌های نوع Th2 (از جمله عفونت‌های انگلی) است.
در مناطق مرکزی استرالیا، میزان مرگ‌ومیر ناشی از سپتیسمی بسیار بالاست، که یکی از دلایل احتمالی‌اش را همین ویروس HTLV-1 می‌دانند. همچنین این ویروس را بروز نوعی بیماری مزمن ریوی به‌نامِ «برونشکتازی» مرتبط می‌دانند که منجر به پیدایش «سینه‌پهلوهای» مکرر می‌شود. از دیگر بیماری‌های مرتبط با HTLV-1، درماتیت مزمنِ عفونی با آلودگیِ همزمان به «استافیلوکوکوس اورئوس» و همچنین ابتلا به عفونت شدید با نوعی کرم لوله‌ای به نام «استرونژیلوئیدس استرکورالیس» اشاره کرد، که آنچنان شدید است، که ممکن است سبب مرگ در اثر سپتیسمی شود. در انتها، بیماری سل را با ویروس HTLV-1 مرتبط دانسته‌اند.

## درمان
درمان این آلودگی ویروسی، بستگی به نوع بیماریِ ایجادشده دارد و از پایش دقیق بیمار تا شیمی‌درمانی و درمان ضدویروسی متغیر است.
بیماری «لنفوم سلول T بالغان» نیازمند شیمی‌درمانی شدید است، که معمولاً با رژیم  R-CHOP  (آر-چاپ) انجام می‌شود. درمان‌های دیگر این بیماری شامل تجویز اینترفرون آلفا، ترکیب زیدوودین با اینترفرون آلفا، و ترکیب CHOP با تری‌اکسید آرسنیک است. گزینه‌های درمانی میلوپاتی ناشی از این ویروس، حتی محدودتر از بیماری قبلی است، و بیشتر، متمرکز بر بهبود نسبی علائم است. این درمان‌ها شامل کورتیکواستروئید، پلاسمافرزیس، سیکلوفسفامید و اینترفرون است که ممکن است به‌طور موقتی علائم میلوپاتی را بهبود بخشند.
پژوهش‌هایی بر روی اثرِ داروی والپروات در کُند کردنِ پیشرفت بیماری، از طریق کاهش تعداد ویروس‌هایِ موجود در خون انجام شده است. اگرچه در یک مطالعه، این دارو، تعداد ویروس‌های خون را کاهش داد، اما اثر سودمند بالینی نداشت. اما اخیراً یک پژوهش بر روی ترکیب والپروات و زیدوودین در بابون‌ها نشان داد که این درمان، تأثیر به‌سزایی در کاهش تعداد ویروس‌ها دارد. بسیار مهم است که بیماران آلوده به این ویروس از جهت ابتلا به عفونت‌های فرصت‌طلب همچون سیتومگالوویروس، هیستوپلاسموزیس، جرب، سینه‌پهلوی پنوموسیستیس و عفونت‌های استافیلوکوکی پایش شوند. آزمایش اچ‌آی‌وی هم باید انجام شود، چرا که برخی مبتلایان دچار عفونت همزمان با آن هستند.
انجامِ «پیوند مغز استخوان آلوژنیک» با درصدِ موفقیتِ متغیر، از دیگر راهکارهای درمانی است. در یک گزارش موردی، زنی که در اثر آلودگی به این ویروس، دچار اگزمای مقاوم‌به‌درمان، آسیب قرنیه و لنفوم سلول T بالغان شده بود، تحتِ پیوندِ مغز استخوان آلوژنیک قرار گرفت و علایم بیماری‌اش بکلی بهبود یافت. یک‌سال پس از درمان نیز، هیچگونه نشانه‌ای از عود بیماری در او دیده نشد و سطح ویروس‌های خون نیز کاهش یافت.